# Veloso Salgado
José María Veloso Salgado (2 de abril de 1864  –  22 de julio de 1945) fue un artista portugués nacido en Galicia. Se le considera como uno de los maestros principales del naturalismo del país, con muchas obras distinguidas en pintura histórica, paisajes y retratos.

## Biografía
José María Veloso Salgado nació en Galicia (España), en Melón (un pueblo pequeño de la provincia de Orense, cercano a la frontera portuguesa), donde vivió hasta los 10 años. Era hijo de dos campesinos, José Pérez y Dolores Veloso Rodrigues Salgado. En 1874, sus padres lo enviaron a vivir con su tío materno, Miguel Veloso Rodrigues Salgado, quien dirigía un taller de litografía (Litografia Lemos) en Lisboa, Portugal. Veloso Salgado trabajó como aprendiz en el taller de su tío.
De 1878 a 1880, asistió a las clases para trabajadores que se daban en la Escuela de la Academia de Bellas Artes de Lisboa, y fue aprobado con honores. Animado por sus resultados, comenzó a asistir a clases nocturnas normales en 1881 y, al final de su primer año, ganó un premio de 20 mil réis. Luego comenzó las clases diurnas, donde estudió con José Simões de Almeida y José Ferreira Chaves, que enseñaban Dibujo y Pintura, respectivamente; en ambas clases logró las mejores calificaciones.
En 1884, presentó dos obras en la 13.ª exposición de la Sociedad para la Promoción de las Bellas Artes (Sociedade Promotora de Belas Artes ), obteniendo una mención de honor. En 1887, también participó en la 14.ª exposición. En 1887, Veloso Salgado terminó sus estudios con una calificación final de 17 sobre 20; ese mismo año, adquirió la ciudadanía portuguesa. Todos estos logros le permitieron obtener una beca estatal para continuar estudios en París.

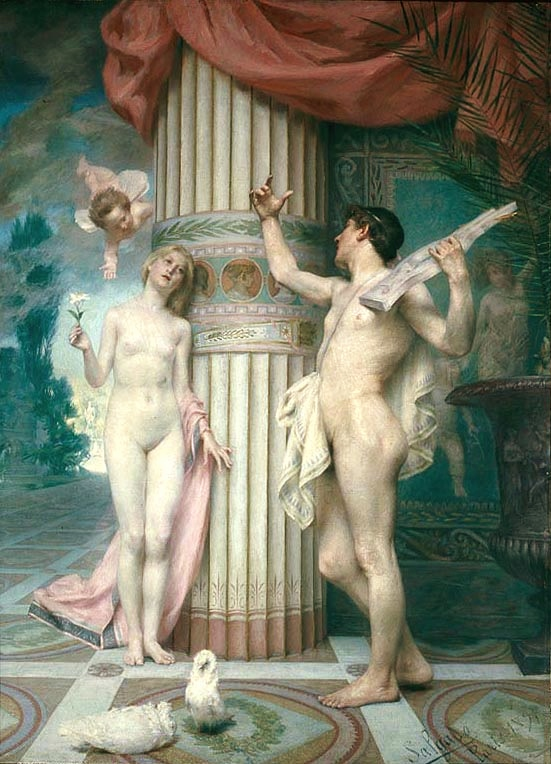
Amor y Psique (1891), Museo Nacional de Arte Contemporáneo

En 1888, Veloso Salgado alquiló un taller en París (en la Rue Denfert-Rochereau), que compartió con Artur Melo. También fue allí donde se hizo amigo del escultor António Teixeira Lopes, que tenía un estudio en el mismo edificio. Veloso Salgado fue aceptado en la École des Beaux-Arts, estudiando allí con Alexandre Cabanel, Benjamin-Constant, Jules-Élie Delaunay, Jean-Paul Laurens y Fernand Cormon. Por esta época, contactó con el pintor Jules Breton y su hija y aprendiz Virginie Demont-Breton, así como con su esposo, Adrien Demont, quien fue un amigo cercano de Veloso Salgado.
Debutó en el Salón en 1889. Ganó el tercer premio en el Salón con su Amor y Psique (1891), la primera de sus obras importantes, actualmente en el Museo Nacional de Arte Contemporáneo, en Lisboa. Mientras tanto, también ganó un concurso de pintura organizado por el Ayuntamiento de Lisboa (1890), y participó en la 1.ª Exposición del Gremio Artístico de Lisboa (Grémio Artístico de Lisboa ). Después de su estancia en París, Veloso Salgado viajó a Italia antes de volver a Lisboa, deteniéndose en Florencia, donde estudió a los pintores primitivos, hizo copias de obras renacentistas y pintó al aire libre. Mientras estaba en Italia, realizó una de sus obras más célebres, Jesús, que fue considerada fuera de concurso en el Salón de 1892 (esta pintura se perdió en 1900 cuando el barco que la traía de la Exposición Universal se hundió). En la década de 1890, también participó en la Exposición de Arte de Múnich y en la Exposition Internationale d'Anvers. La Academia de Bellas Artes de Lisboa lo convirtió en un "Académico del Mérito".

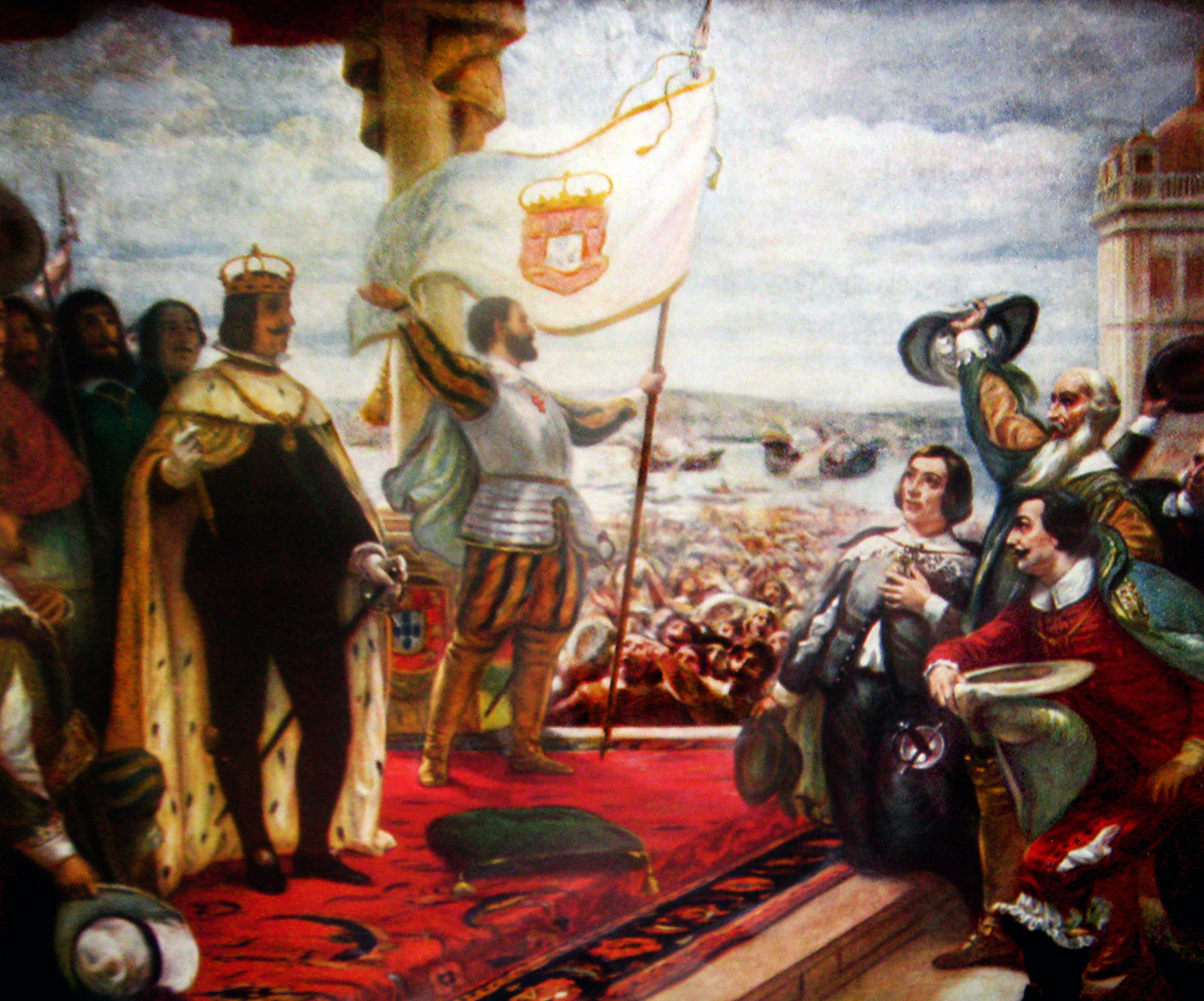
La Aclamación del Rey Juan IV (1908), pintura mural en el Museo Militar de Lisboa.

Regresó a Lisboa en 1895 y, en diciembre de ese año, fue nombrado profesor interino de pintura histórica en la Escuela de Bellas Artes; dos años después fue elegido por delante de Columbano para el puesto de profesor permanente. A partir de este momento, participó regularmente en grandes exposiciones artísticas, tanto nacionales como internacionales, recibió encargos de personalidades e instituciones distinguidas, y acumuló premios y distinciones (Oficial de la Orden de Santiago de la Espada en 1896, Caballero de la Legión de Honor francesa en 1902, miembro de la Academia de Ciencias de Lisboa en 1907). Además de la pintura de caballete, también fue llamado frecuentemente para decorar varios edificios públicos y residencias privadas: la Sala del Tribunal del Palacio de la Bolsa de Valores de Oporto, la Cámara de Diputados en el Palacio de San Benito en Lisboa, el Museo Militar de Lisboa, la Escuela de Medicina de Lisboa, Facultad de Ciencias de la Universidad de Oporto. Junto al arquitecto Miguel Ventura Terra, también trabajó en la decoración del Teatro Politeama, en Lisboa, y la Sinagoga de Lisboa.
En 1901, después de una reforma de la educación artística, comenzó a enseñar pintura de historia junto a Columbano.
En 1896, se casó con Vitorina de Silva Mello, ahijada y protegida del pintor José Ferreira Chaves. El matrimonio tuvo dos hijos: José Miguel Veloso Salgado (nacido en 1896) y María Adelina Veloso Salgado (nacida en 1899). Cuando la viuda de Ferreira Chaves murió en 1903, Veloso Salgado heredó la mayoría de sus bienes.
Veloso Salgado se retiró de la pintura en 1940, a los 76 años, y murió cinco años después, en 1945.

## Galería

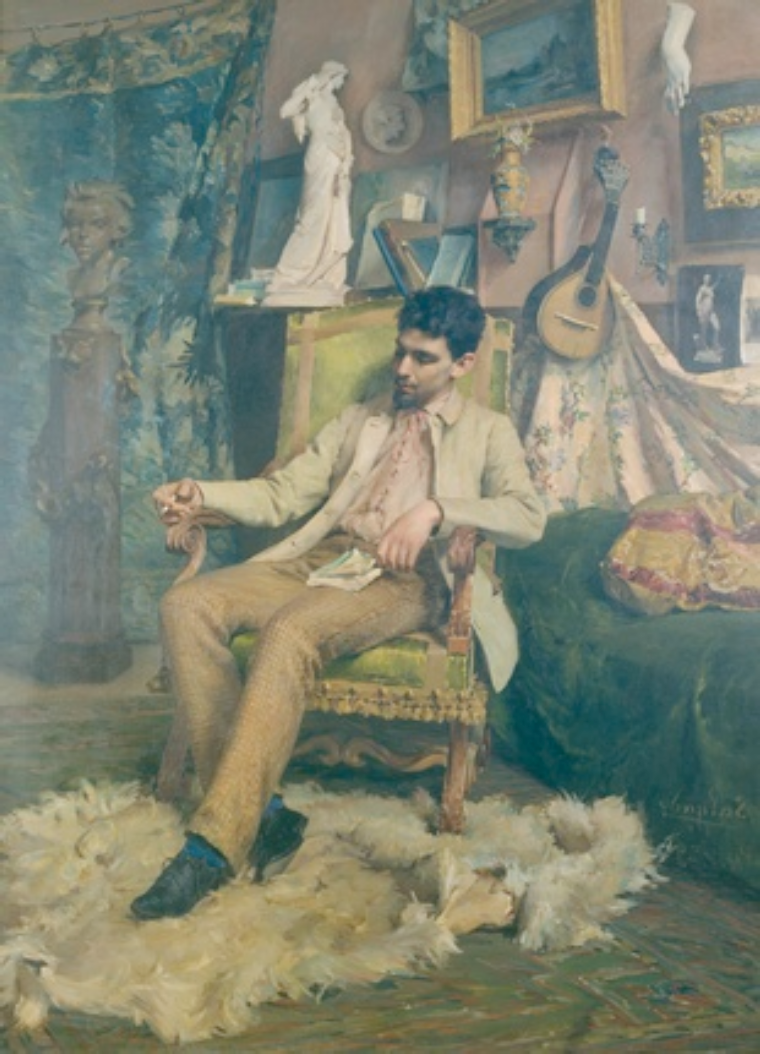
Retrato del escultor Teixeira Lopes en su taller en París (1889), Casa-Museu Teixeira Lopes
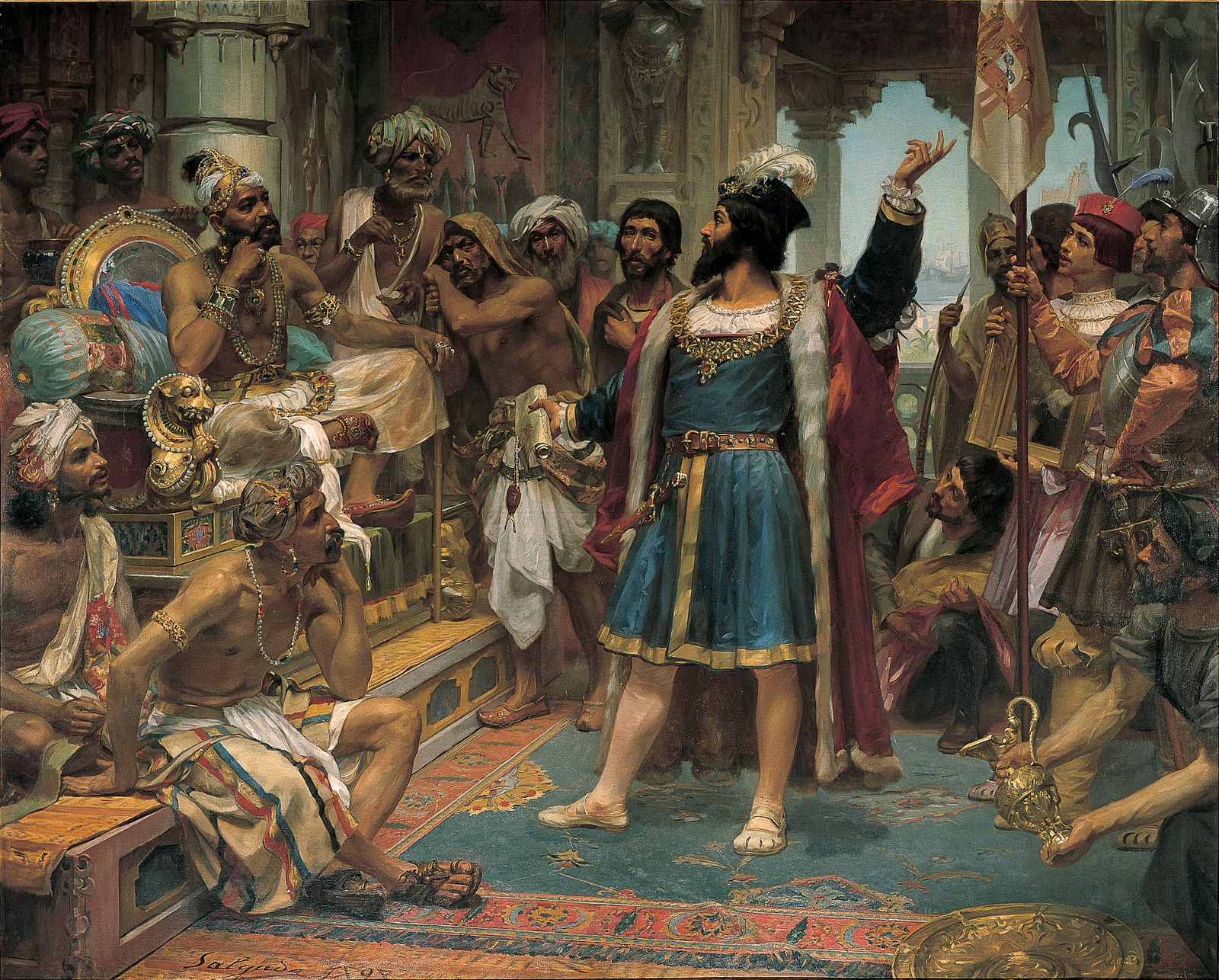
Vasco da Gama ante el Zamorin de Calicut (1898), Sociedad Geográfica de Lisboa
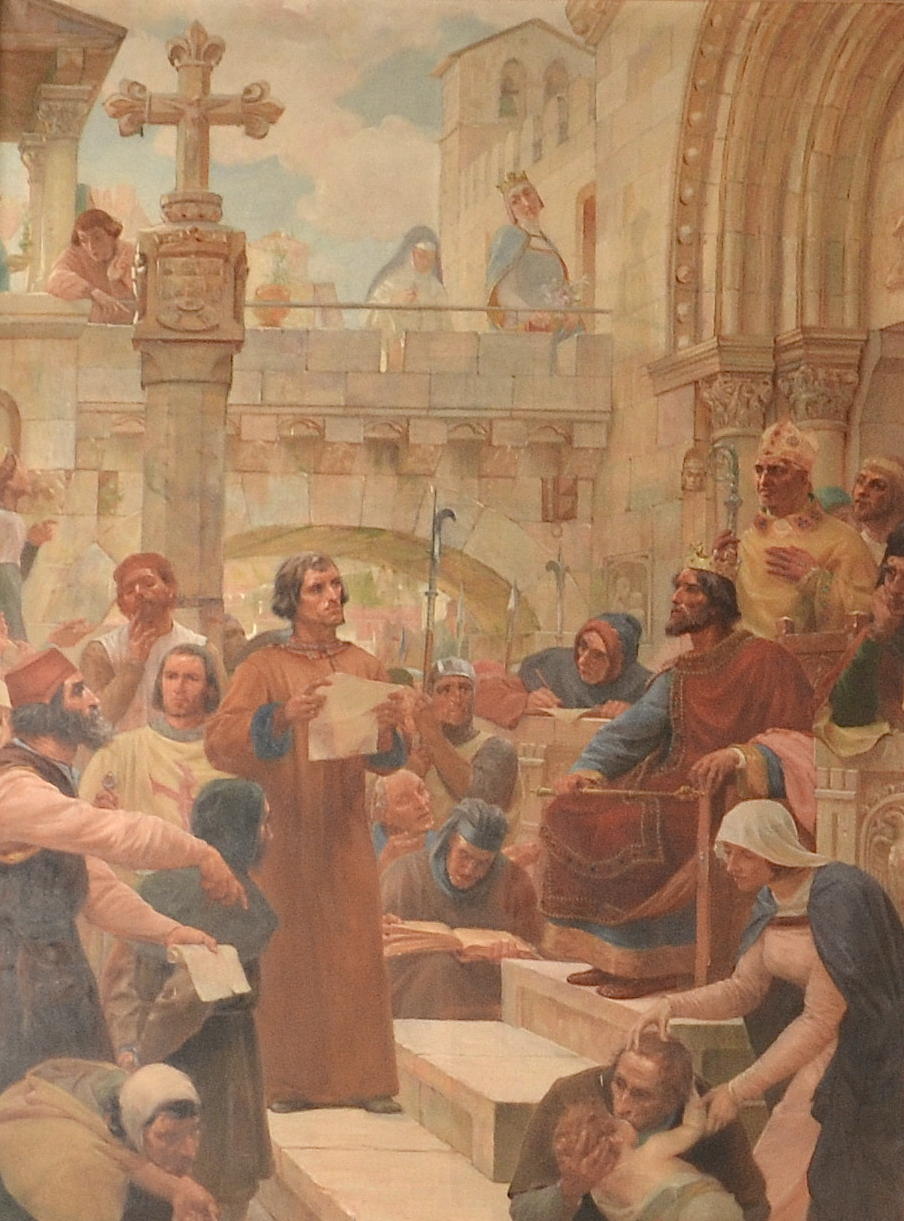
El rey Denis de Portugal administra justicia (1899), Palacio de la Bolsa de Valores
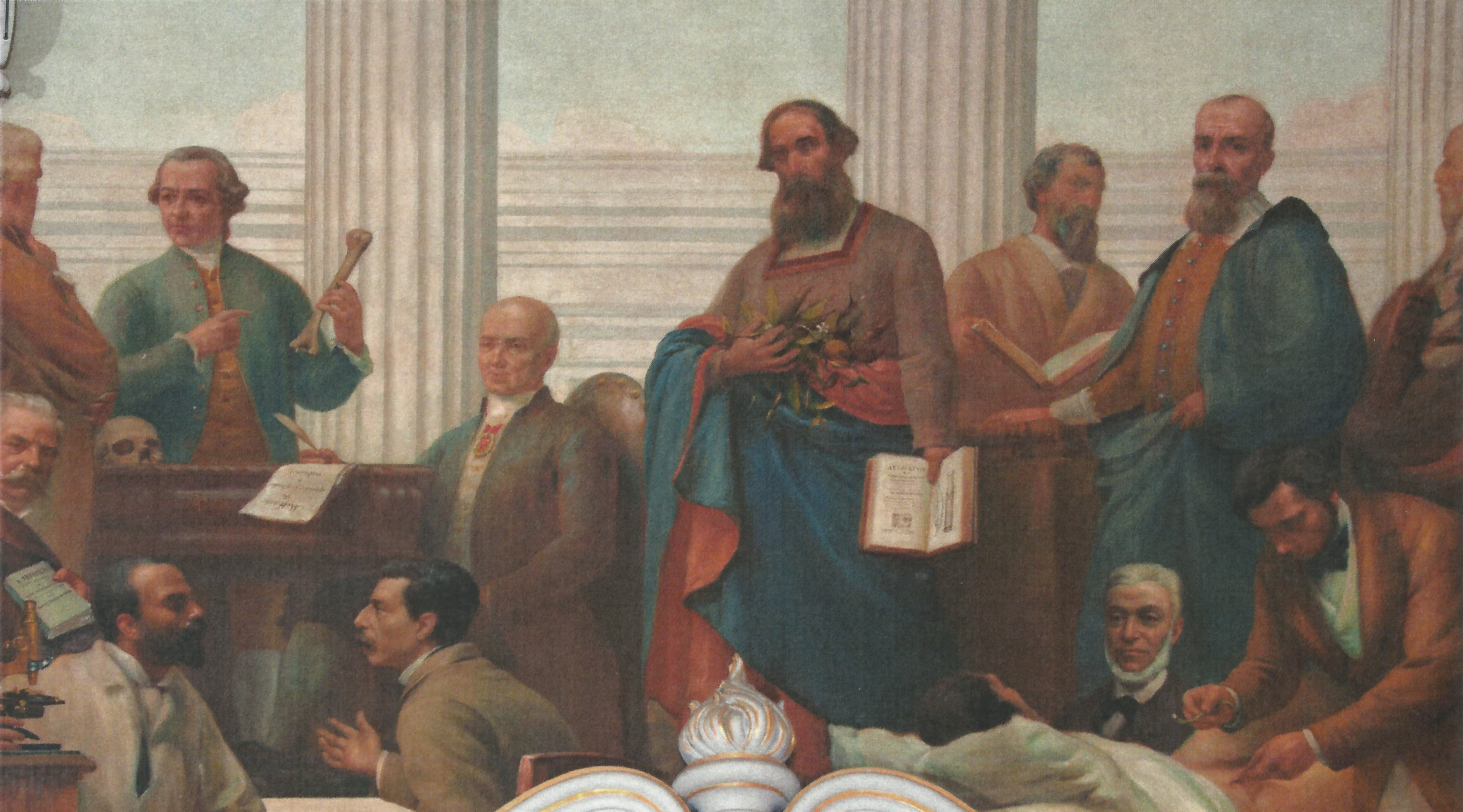
Medicina portuguesa (1906), Escuela de Medicina NOVA
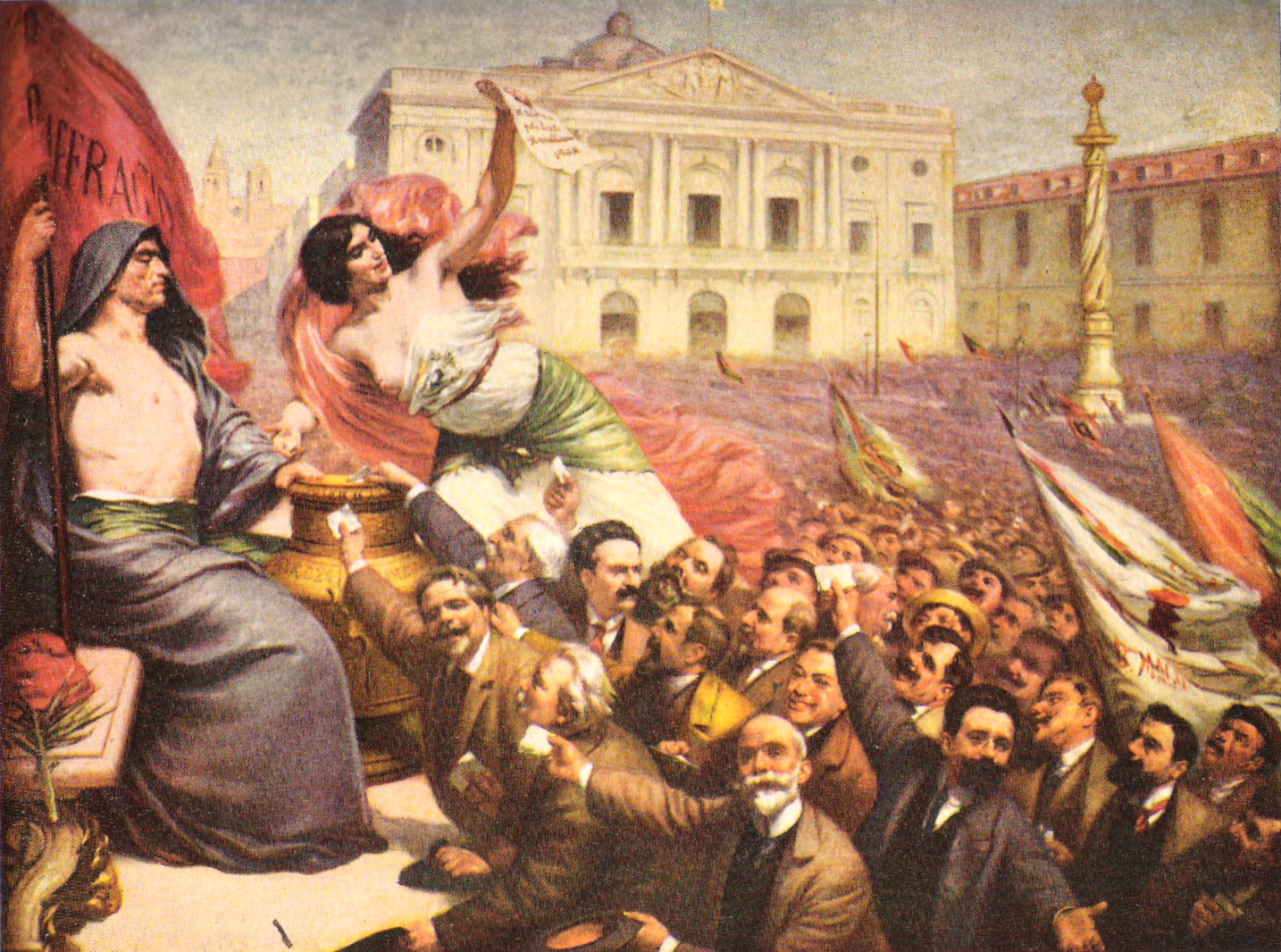
El sufragio (1913), Palacio Pimenta
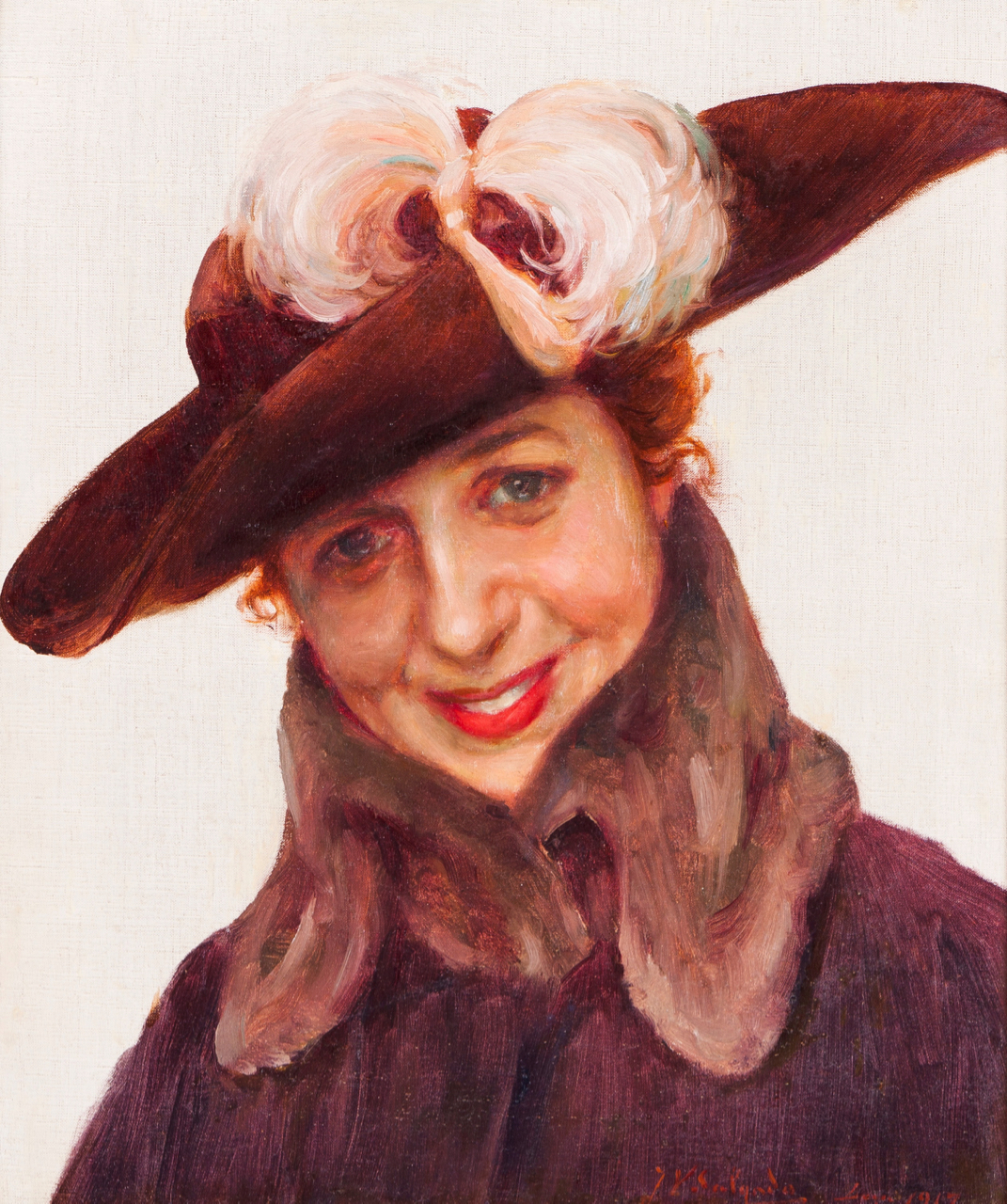
Retrato de dama (1917), colección privada
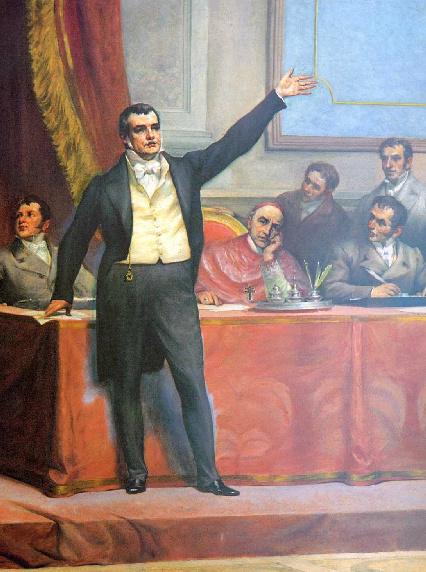
Detalle de los Tribunales Constituyentes de 1821 (1921), Parlamento portugués
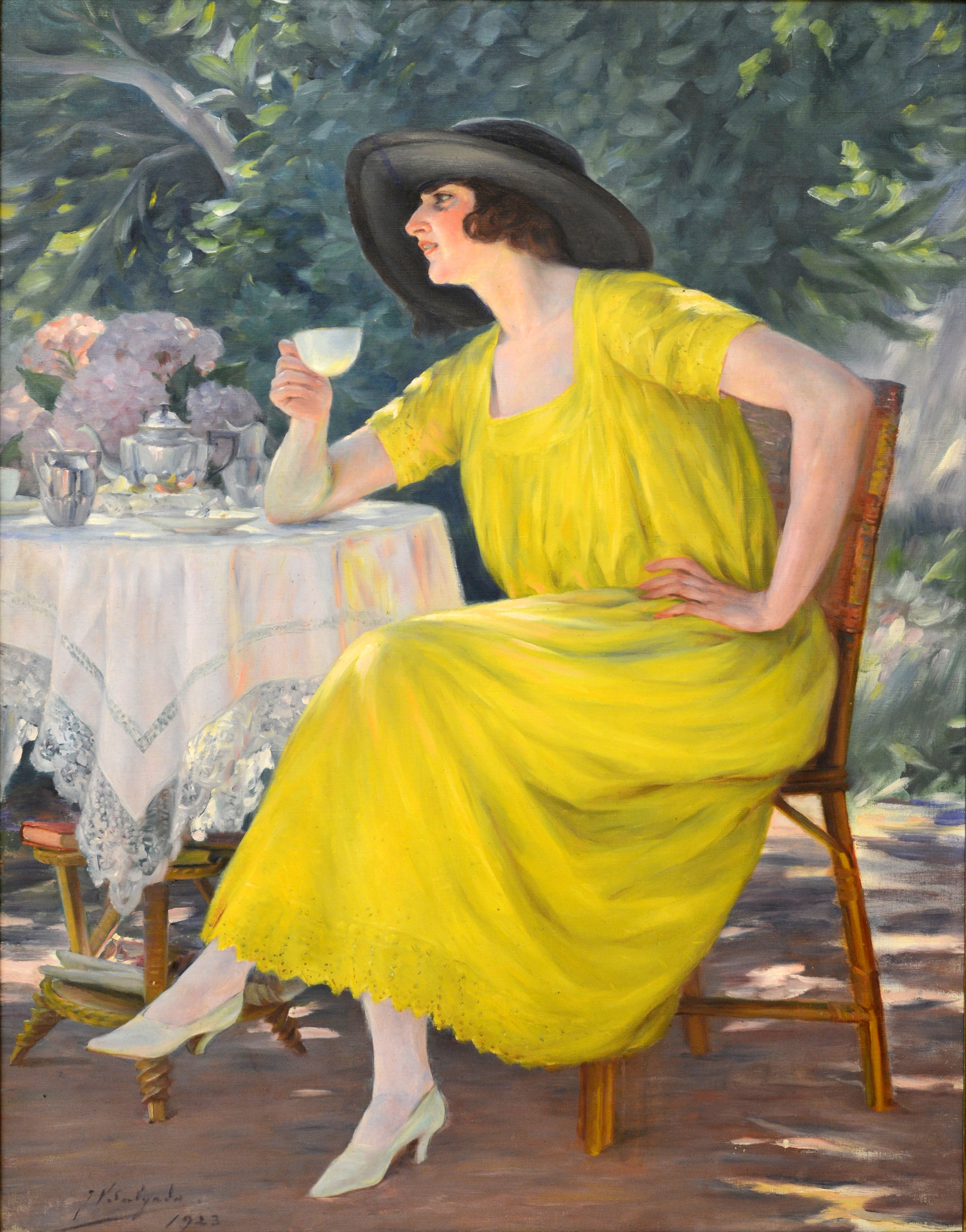
Juventud (1923), Museo José Malhoa